# Dmitri Barinov
Dmitri Nikolayevich Barinov (Ogudnevo, 11 de setembro de 1996) é um futebolista russo que atua como volante. Atualmente joga pelo Lokomotiv Moscou.

## Carreira

### Lokomotiv Moskva
Dmitri Barinov se profissionalizou no Lokomotiv Moskva, em 2014.

## Títulos
Lokomotiv Moskva
- Campeonato Russo: 2017–18
- Copa da Rússia: 2016–17, 2018–19
- Supercopa da Rússia: 2019